# ジェシー・グリーンスタイン
ジェシー・グリーンスタイン（Jesse Leonard Greenstein, 1909年10月15日 – 2002年10月21日）はアメリカ合衆国の天文学者である。レバレット・デイビスと共に星間ダストが星間の磁場によって整列するモデルを提出し、またマーテン・シュミットとともに最初のクエーサーのスペクトルを観測した天文学者である。

## 生涯
ニューヨークで生まれ、ハーバード大学で学んだ後、ヤーキス天文台でオットー・シュトルーベのもとで研究し、後にカリフォルニア工科大学に移った。ルイス・ヘニエイ（w:Louis G. Henyey）とともに新しい分光方法と広角望遠鏡を発明した。1949年にレバレット・デイビスとともに宇宙の磁場により星間ダストが整列するモデルを示し、これはウィリアム・ヒルトナーの星間物質による偏光の発見を説明するものである。グリーンスタインは1960年、電波源3C48に付随する光学天体の従来の天体のスペクトルとは異質のスペクトルを観測したが、クエーサーが非常に遠方にあって高速で遠ざかる、高エネルギーを放出する天体であることを解明したのはマーテン・シュミットである。

## 賞
- 米国天文学会 ヘンリー・ノリス・ラッセル講師職（1970年）
- ブルース・メダル（1971年）
- 王立天文学会ゴールドメダル (1975年)

## 命名
- 小惑星：(4612) Greenstein[1]。